# Pozuelo de Zarzón
Pozuelo de Zarzón là một đô thị trong tỉnh Cáceres, Extremadura, Tây Ban Nha. Theo điều tra dân số 2006 (INE), đô thị này có dân số là 564 người.

## Biến động dân số
| 1900 | 1910 | 1920 | 1930 | 1940 | 1950 | 1960 | 1970 | 1981 | 1991 |
| 1351 | 1369 | 1187 | 1124 | 1284 | 1290 | 1287 | 977  | 756  | 601  |
| 1996 | 1999 | 2001 | 2002 | 2003 | 2004 | 2005 | 2006 | 2007 |      |
| 660  | 640  | 609  | 601  | 599  | 599  | 580  | 564  | 572  |      |

40°08′B 06°24′T / 40,133°B 6,4°T